# Голям океански път
Големият океански път (на английски: Great Ocean Road) е дълъг крайбрежен път в щата Виктория, Австралия.
Цялата му дължина е 243 километра. Следва бреговата линия, свързвайки градовете Торки и Алансфорд.
Строителството му продължава от 1919 до 1932 година, като е извършено от завърнали се от Първата световна война войници. Самият път е посветен на жертвите във войната и е смятан за най-големия военен паметник в света.